# Bayabas
Bayabas (Bayan ng Bayabas) är en kommun i Filippinerna. Kommunen ligger på ön Mindanao, och tillhör provinsen Surigao del Sur. Folkmängden uppgår till 34 558 invånare.
Bayabas är indelat i 7 barangayer.